# Samvise Gamgee
Samvise Gamgee (Samwise Gamgee in inglese; in italiano anche Samplicio Gamgee e Samio Gamigi), detto Sam, è un personaggio di Arda, l'universo immaginario fantasy creato dallo scrittore inglese J. R. R. Tolkien. È uno dei protagonisti del famoso romanzo Il Signore degli Anelli. Sam è il compagno di Frodo Baggins (a cui è legato da un profondo vincolo di amicizia) e sarà l'unico membro della Compagnia dell'Anello a rimanere al fianco di Frodo sino alla fine.

## Biografia e ruolo del personaggio
Sam è uno hobbit della Contea, figlio di Hamfast Gamgee, il giardiniere di Bilbo Baggins. Vive al numero 3 di Via Saccoforino, a pochi passi da Casa Baggins, e già da prima di raggiungere la maggiore età inizia a occuparsi del giardino di Bilbo, poiché suo padre sta invecchiando. Successivamente diventa il giardiniere di Frodo, che nel frattempo ha ereditato Casa Baggins da Bilbo.
Come "punizione" per aver origliato la conversazione di Gandalf il Grigio con Frodo riguardo all'Anello di Sauron, a Sam viene intimato dallo stesso Gandalf di unirsi al suo padrone nel suo viaggio verso Gran Burrone, residenza del mezzelfo Elrond. Sam rivela segretamente ai migliori amici di Frodo, Meriadoc Brandibuck (detto Merry) e Peregrino Tuc (soprannominato Pipino), quello che sta succedendo, e i due decidono di accompagnare a loro volta Frodo, nonostante egli sia riluttante a portarli con sé e non voglia metterli in pericolo.
Giunti a Gran Burrone dopo molte peripezie (tra cui l'incontro con un misterioso individuo, Grampasso, che si rivela essere un amico di Gandalf e conosce molto bene anche la gente di Elrond), i quattro hobbit hanno occasione di riposarsi e di ristorarsi, prima che inizi il Consiglio di Elrond, che deciderà il fato dell'Anello. Alla fine di questo Consiglio, Frodo si offre volontario per portare l'Anello a Mordor, presso il Monte Fato, l'unico luogo in cui il malvagio oggetto può essere distrutto, permettendo così l'annientamento di Sauron stesso, la cui forza vitale è legata all'Anello. Sam insiste affinché Frodo non vada da solo, e presto si costituisce la Compagnia dell'Anello, che ha il compito di scortare il Portatore durante il suo viaggio. Della Compagnia fanno parte (oltre a Sam, Merry e Pipino) Gandalf, Grampasso, l'elfo Legolas di Bosco Atro, il nano Gimli e il figlio primogenito del Sovrintendente di Gondor, Boromir.
In seguito a una serie di vicissitudini, la Compagnia si scioglie. Frodo e Sam proseguono da soli verso Mordor, ma vengono raggiunti dalla creatura chiamata Gollum, che un tempo era uno hobbit di nome Sméagol, ormai irriconoscibile come tale perché logorato nel corpo e nello spirito da secoli di possesso dell'Anello. Consumato com’è da quella che Gandalf, parlando con Frodo, ha giustamente definito una “passione morbosa” verso l'Anello, Gollum considera l’oggetto il suo personale tesoro e vorrebbe disperatamente riaverlo.
È Frodo a scegliere Gollum come guida, dato che Gollum conosce la strada per arrivare a Mordor meglio del Portatore dell’Anello e del giardiniere. Sam accetta e rispetta la decisione del suo amico e padrone; tuttavia, mentre Frodo riesce a trattare Gollum con gentilezza pur non fidandosi completamente di lui, Sam si mostra sempre sospettoso e non si cura di mascherare la propria diffidenza.
Gollum conduce Frodo e Sam attraverso le insidiose Paludi Morte e poi fino al Cancello Nero di Mordor. Una volta giunti lì, appare chiaro che non è possibile passare senza essere scoperti dalle sentinelle di Sauron e Gollum propone inaspettatamente una via alternativa. Dopo aver riflettuto a lungo, Frodo decide di dargli fiducia ancora una volta, accettando di continuare a farsi guidare da lui. I tre viaggiatori si allontanano così dall’ingresso della Terra Nera e ben presto giungono nell'Ithilien, dove Sam ha l’occasione di cucinare un delizioso stufato di coniglio. Il fumo del fuoco, però, attira l’attenzione del Capitano Faramir di Gondor, fratello minore di Boromir, e dei suoi soldati, che si trovano in quella zona per tendere un agguato ad alcuni alleati di Sauron.
Faramir interroga Frodo e Sam, soprattutto Frodo, per sapere cosa ci facciano nell’Ithilien, mentre Gollum riesce ad allontanarsi senza essere preso. Pur non ricevendo le risposte definitive alle proprie domande, il giovane Capitano di Gondor capisce che gli hobbit non hanno cattive intenzioni; ma gli occorre un po’ di tempo per prendere una decisione definitiva, perciò li conduce a Henneth Annûn, presso il rifugio segreto dove lui stesso avrebbe dovuto dirigersi assieme ai suoi uomini. Qui Frodo e Sam hanno la possibilità di riposarsi e di mangiare un buon pasto, al termine del quale Faramir vuole sapere ancora qualcos’altro sui trascorsi dei Nove Viandanti, in particolare sul ruolo di suo fratello Boromir all’interno della Compagnia. Frodo parla liberamente, ma senza dimenticare del tutto la prudenza; Sam, invece, dopo essersi limitato ad ascoltare, si lascia sfuggire la verità sull’Anello, che Frodo aveva opportunamente taciuto. Per fortuna Faramir non ha intenzione di impadronirsi dell’oggetto e infine lascia andare Frodo e Sam. Così, nonostante quella notte ricompaia improvvisamente Gollum, creando problemi a Faramir e ai suoi uomini a causa di un’intrusione nello Stagno Proibito di Henneth Annûn, il giorno successivo Frodo e Sam sono liberi di proseguire il loro cammino. A Gollum viene concesso di andare con loro e di continuare a guidarli, sebbene Faramir abbia dei dubbi sulla sua affidabilità.
In capo a qualche giorno, Frodo, Sam e Gollum arrivano nei pressi del valico di Cirith Ungol, dove si trova la via alternativa per entrare a Mordor. Durante una sosta, Gollum si allontana furtivamente e, dopo essere tornato, accompagna Frodo e Sam in una tenebrosa galleria, che si rivela essere la tana di Shelob, un orribile ragno gigante. I due hobbit riescono a tenere a bada il mostro; tuttavia, quando credono di aver trovato il modo di salvarsi, Shelob viene fuori, pronta ad attaccare Frodo alle spalle. Sam, rimasto indietro, viene assalito da Gollum, e i due lottano per un po’ di tempo.
Nel momento in cui Sam riesce ad accorrere in aiuto di Frodo, è ormai troppo tardi: Shelob ha già colpito il Portatore dell’Anello con uno dei suoi artigli. Il giardiniere ingaggia una lotta disperata e feroce contro il mostro, riuscendo infine a farlo allontanare, dopo averlo colpito più volte con la spada. Ma Frodo giace immobile, privo di sensi, e non si riesce a percepire il suo respiro né il battito del suo cuore. Convinto di averlo perso per sempre, Sam si accascia in preda alla disperazione.
Dopo essersi un po’ calmato e interrogato sul da farsi, Sam decide, nonostante i forti tentennamenti, di farsi carico dell’Anello e di completare lui stesso la missione. Si allontana così dalla tana del ragno, deciso a entrare a Mordor; ma torna indietro appena scopre che Frodo è stato trovato da alcuni Orchi, sconvolto all’idea di ciò che loro potrebbero fare a quello che lui crede il cadavere del suo padrone. Gli Orchi prendono il corpo di Frodo per portarlo nella Torre di Cirith Ungol e, mentre ascolta la conversazione fra due loro capitani, Sam scopre che in realtà Frodo non è morto, bensì temporaneamente paralizzato dal veleno che Shelob gli ha iniettato. A quel punto, Sam capisce di doversi introdurre nella Torre per liberarlo e dedica tutti i propri sforzi al raggiungimento di questo obiettivo. Il salvataggio va a buon fine e il Portatore dell’Anello può prendere di nuovo sulle sue spalle il fardello della missione.
Prima di uscire dalla Torre di Cirith Ungol, Frodo e Sam si camuffano da Orchi per passare inosservati nelle lande terrificanti di Mordor. In seguito, dopo essere giunti finalmente al Monte Fato, Sam vede che Frodo è troppo stremato per proseguire l'avanzata e si offre di portarlo sulle spalle. Presto, tuttavia, i due hobbit vengono inaspettatamente attaccati da Gollum, che si lancia contro Frodo; questi riesce a respingere l'attacco e Sam cerca di tenere occupata la creatura, affinché Frodo possa percorrere da solo l'ultimo tratto di strada. Pur essendo tentato di uccidere Gollum, il giardiniere è infine mosso a pietà e perciò gli risparmia la vita, ordinandogli semplicemente di andarsene. Ma Gollum non pare intenzionato a farlo.
Presso l'orlo della Voragine del Fato, intanto, Frodo cede all’Anello e rifiuta di gettarlo nelle fiamme. Infilandolo al dito, attira l'attenzione di Sauron su di sé. In quel momento, però, ecco arrivare Gollum, che con disperazione cerca per l’ultima volta di prendere l'Anello e stacca con un morso il dito di Frodo. Esultante per essere riuscito a tornare in possesso del suo tesoro, mette un piede in fallo e precipita nel fuoco, trascinando con sé l’Anello e distruggendolo per sempre.
Sam porta in salvo Frodo e insieme si rifugiano presso un piccolo colle fatto di ceneri, lontano dalla Voragine del Fato, mentre la Montagna erutta. Prima di morire soffocati dalle esalazioni e dal calore, gli hobbit vengono soccorsi dalle aquile su richiesta di Gandalf e successivamente portati nell’Ithilien, dove le loro ferite vengono curate. Quando si risvegliano, entrambi vengono condotti sul Campo di Cormallen, dove sono onorati come Portatori dell’Anello. Riunitisi con gli altri membri della Compagnia, trascorrono i mesi successivi a Minas Tirith, capitale di Gondor.
Tornati in patria, Frodo e Sam, insieme con Pipino e Merry, devono fare i conti con la devastazione causata dallo stregone Saruman, ex capo del Bianco Consiglio, ormai divenuto malvagio e corrotto dopo i suoi tentativi di rivaleggiare con Sauron. Una volta che la Contea è stata liberata dagli invasori, Sam si incarica di farla tornare fertile e rigogliosa, piantando nuovi alberi. Sposa Rosa Cotton, sua amica d'infanzia, e su invito di Frodo si trasferisce con lei a Casa Baggins. L'anno successivo al matrimonio nasce una bambina, Elanor, che sarà solo la prima di una lunga serie di figli: Sam e Rosa, infatti, ne avranno ben tredici.
Dal suo ritorno nella Contea, Sam ottiene pian piano il rispetto e l'ammirazione della gente, ma all'inizio non se ne accorge e nota soltanto lo scarso prestigio di cui gode Frodo, addolorandosene. Dopo la partenza di Frodo per Valinor, Sam diventa padrone di Casa Baggins e custode del Libro Rosso dei Confini Occidentali, in cui sono narrate le vicende che hanno portato al rinvenimento e alla distruzione dell'Anello.
Le appendici del romanzo ci informano che Sam, nell'anno 1482 della Quarta Era (Calendario della Contea), ormai rimasto vedovo, ha lasciato Casa Baggins e affidato il Libro Rosso a Elanor, per poi compiere un ultimo viaggio: "E di generazione in generazione si è tramandata la credenza che Samvise, partito dalle Torri, si sia recato ai Porti Grigi e abbia attraversato il Mare raggiungendo le terre immortali, ultimo dei Portatori dell'Anello".

## Analisi del personaggio
Il personaggio di Sam si distingue per la sua lealtà e devozione nei confronti di Frodo. Sin dall'inizio dichiara di voler rimanere al suo fianco, "anche se scala[sse] la luna". Un'altra caratteristica di Sam è la grande ammirazione per gli Elfi e per i racconti che li riguardano; per questo motivo, ama molto le storie e le poesie di Bilbo Baggins.
Tra i quattro hobbit della Compagnia dell'Anello, Sam risulta essere quello dalla natura più semplice, anche in virtù delle sue umili origini. Nel corso del viaggio riesce a mantenere vivo il ricordo della Contea, non solo per sé stesso, ma anche per Frodo, il quale si è messo in cammino con l'idea che probabilmente non avrebbe fatto più ritorno. Il percorso di crescita di Sam viene sancito definitivamente dall'acquisizione dei beni lasciatigli da Frodo, Casa Baggins e il Libro Rosso dei Confini Occidentali, nonché dalla sua successiva elezione a Sindaco.
Sebbene il Portatore dell'Anello per antonomasia sia Frodo, anche Sam - come Bilbo, del resto - viene considerato un Portatore. A contraddistinguere la sua esperienza è il brevissimo periodo di custodia dell'Anello: non più di due giorni (contro i sessant'anni di Bilbo e i diciassette anni e mezzo di Frodo). Ad ogni modo, Sam avverte il potere e il peso dell'oggetto, poiché quando lo porta si trova nel territorio di Sauron; viene anche tentato con una visione di sé stesso come "Samvise il Forte", "Eroe dell'Era", che ordina a degli eserciti di distruggere la fortezza dell'Oscuro Signore e permette la trasformazione di Mordor in un grande giardino fiorito. Sam resiste alla tentazione grazie al suo buonsenso, che gli consente di comprendere la natura ingannevole della visione, ma soprattutto grazie alla fedeltà al suo padrone, che gli fa mettere al primo posto la liberazione di Frodo dalle grinfie degli Orchi. La sua mancanza di desiderio di potere, sommata alla brevità del periodo trascorso come Portatore, lo rende anche capace di restituire l'Anello a Frodo nella Torre di Cirith Ungol, pur con qualche titubanza.
A Mordor, nonostante all'inizio sia Frodo a stabilire il percorso da seguire, perché rispetto all'amico ha le idee più chiare sulla strada da fare, in un secondo momento è Sam a suggerire come arrivare fino al Monte Fato, ormai molto vicino. Dopo che i due hobbit hanno raggiunto le falde della Montagna e fatto una sosta, Sam vede che il Portatore dell'Anello è troppo esausto per camminare, così se lo carica sulle spalle, trasportandolo per un tratto e dando prova, ancora una volta, della sua forza d'animo e della sua devozione a Frodo. Allo stesso tempo, Sam non è sempre capace di comprendere le motivazioni che guidano le azioni di Frodo durante il viaggio: la decisione di scegliere Gollum come guida lo lascia molto sorpreso e, nonostante provi talvolta un po' di dispiacere per la creatura, nei suoi confronti mantiene quasi sempre un atteggiamento sospettoso, o perfino rude. Nel momento in cui Frodo parla a Gollum con durezza, arrivando addirittura a minacciarlo, il giardiniere rimane positivamente sorpreso dalla cosa, poiché ritiene Frodo "più saggio di molti, ma [...] tenero di cuore" e considera la sua gentilezza come una forma di cecità.
Sam sembra incapace di capire appieno la pietà che Frodo prova per Gollum. A Henneth Annun vorrebbe che Gollum venisse ucciso dagli uomini di Faramir, e in seguito manifesta chiaramente a Frodo i propri dubbi sull'utilità di Gollum nella missione, nonostante grazie a lui sia stato possibile superare le insidiose Paludi Morte. Sam arriverà a una forma di comprensione soltanto sul Monte Fato, dopo aver portato l'Anello: allora riuscirà a compatire Gollum, rinunciando a vendicarsene.
Entertainment Weekly definì Sam Gamgee una "delle migliori spalle di sempre".

## Adattamenti
Nell'adattamento radiofonico del 1971 de Il Signore degli Anelli da parte di Mind's Eye, Sam fu doppiato da Lou Bliss.
Nel film a cartoni animati Il Signore degli Anelli di Ralph Bakshi del 1978, Sam venne doppiato da Michael Scholes nella versione originale e da Gigi Reder nella versione italiana.
Nel film tv animato The Return of the King del 1980, il personaggio ha la voce di Roddy McDowall.
Nell'adattamento radiofonico del 1981 di BBC Radio di The Lord of the Rings, Sam è doppiato da Bill Nighy.
Nella miniserie televisiva Hobititien del 1993 per la televisione finlandese, Sam è interpretato da Pertti Sveholm.
Nella celebre trilogia diretta da Peter Jackson costituita dai film Il Signore degli Anelli - La Compagnia dell'Anello (2001), Il Signore degli Anelli - Le due torri (2002) e Il Signore degli Anelli - Il ritorno del re  (2003), Samvise Gamgee è interpretato da Sean Astin.
A teatro, Sam è stato interpretato da Peter Howe nel musical canadese The Lord of the Rings del 2006. Negli Stati Uniti è stato interpretato da Blake Bowden nelle trasposizioni teatrali The Fellowship of the Ring (2001), The Two Towers (2002) e The Return of the King (2003) del Clear Stage Cincinnati.